# КРИ (конференция)
Конфере́нция разрабо́тчиков компьютерных игр (КРИ), — была крупнейшим профессиональным мероприятием в России, посвящённым компьютерным играм и индустрии электронных развлечений. Проводилась ежегодно с 2003 года по 2013 год в Москве известным игро-индустриальным порталом DTF.ru. Была ориентирована на специалистов игровой индустрии.
«КРИ Awards» была единственной наградой, присуждаемой русскоязычным сообществом разработчиков игр. В 2014 году конференция была объединена с другой крупной российской выставкой — «Игромир».

## Краткий обзор КРИ
КРИ была разбита на две части — конференцию и выставку. На конференц-части ведущие специалисты по играм из России, ближнего и дальнего зарубежья делились с коллегами опытом разработки игр в режиме докладов, семинаров, мастер-классов и так далее. На Экспо-части производилась демонстрация компаниями новых игр, находящихся в стадии разработки.
По итогам двух сессий вручалась премия KRI Awards (на тот момент — единственная в России профессиональная премия в области компьютерных и видеоигр). Награды присуждались в таких номинациях, как «Лучшая игра», «Лучшая компания-разработчик», «Лучшая зарубежная игра» и другие.

## Мероприятия КРИ
- Лекции российских и зарубежных разработчиков о программировании, игровом и графическом дизайне, управлении проектами и бизнес-моделях;
- Лекции и семинары производителей компьютерного железа и производителей программного обеспечения для разработки;
- Ярмарка проектов, дающая возможность издателям увидеть все новые проекты на одной площадке, а разработчикам — представить свои игры всем российским издателям;
- Выставка достижений игровой индустрии для финансовых институтов, массовой прессы и зарубежных партнеров с награждением лучших разработчиков и издателей в нескольких номинациях[6].

## Цели проведения КРИ
- Повышение престижа российской игровой индустрии как отдельной отрасли экономики.
- Установление новых деловых связей между ведущими отечественными и западными производителями компьютерных игр.
- Возможность для молодых студий-разработчиков заявить о себе и продемонстрировать свои проекты всем российским издателям.
- Организация специализированных мероприятий для производителей аппаратного и программного обеспечения для разработки с целью представить продукты для создания компьютерных игр целевой аудитории.
- Предоставление широких возможностей для всех участников по установлению деловых и образовательных контактов[6].

## История КРИ

### 2003 год
21 и 22 марта 2003 года в Московском Государственном Университете состоялась первая международная Конференция Разработчиков компьютерных Игр в России, организованная DEV.DTF.RU — специализированным ресурсом Рунета для игровых разработчиков и издателей. Это была первая в истории российской игровой индустрии выставка, собравшая профессионалов данной отрасли. В КРИ 2003 приняло участие около 40 компаний из России, а также ближнего и дальнего зарубежья, действующих как в сфере разработки, так и издания игрового ПО, общее число посетителей конференции составило от 1000 до 1500 человек.
В рамках КРИ 2003 состоялось более 90 лекций и семинаров по таким тематикам, как: программирование, игровой дизайн, менеджмент, маркетинг, продажи игрового программного обеспечения. Среди спикеров конференции были: Сергей Орловский (Nival Interactive), Юрий Мирошников (1С), Андрей Кузьмин (К-Д ЛАБ), Дмитрий Архипов (Акелла). Также проводились семинары представителями компаний Intel, ATI, NVIDIA, Sony Computer Entertainment Europe, Criterion Software и Codemasters.
В рамках КРИ 2003 работала «Ярмарка проектов», где молодые разработчики имели возможность продемонстрировать свои проекты и игры российским издателям.

#### Награды
Лучшая компания-разработчик: Nival Interactive
Лучший игровой дизайн: Операция Silent Storm (Nival Interactive/1С)
Лучшее звуковое оформление: Блицкриг (Nival Interactive/1С)
Лучшая компания-издатель: 1С
Лучшая технология: Периметр (К-Д ЛАБ/1С)
Приз от прессы: К-Д ЛАБ
Лучшая зарубежная игра: В тылу врага (Best Way/1C)
Лучшая игра для консолей: Axle Rage (Акелла/1С)
Лучшая компания-локализатор: Акелла
Лучшая игра и Лучшая игровая графика: Корсары 2 (Акелла/1С)
Приз от индустрии: Бука
Лучший дебют: Магия войны (Targem/Бука)
Лучшая игра для handheld-платформ: Fight Hard 3D (G5 Software/Reaxion)
Лучшая игра без издателя: You are EMPTY (Digital Spray Studios)
Самый нестандартный проект: Механоиды (SkyRiver Studios/1С)

### 2004 год
Вторая КРИ прошла с 20 по 22 февраля в гостинице «Космос». В конференции приняли участие более 1300 человек из 120 компаний-разработчиков и издателей игр, а также производителей программного и аппаратного обеспечения и сервисных провайдеров.
В рамках конференции было проведено 77 семинаров и лекций, посвященных программированию, проблемам создания игрового и графического дизайна, управлению проектами и бизнес-моделям, работающим на рынке интерактивных развлечений. Спикерами 2004 года были Сергей Орловский (Nival Interactive), Юрий Мирошников (1С), Андрей Кузьмин (К-Д ЛАБ), Дмитрий Пучков (ст. о/у Goblin).
20 февраля для участников была организована серия мастер-классов и узкоспециализированных семинаров от известных и авторитетных специалистов индустрии, таких как Джон Ромеро и Том Холл.
Всего на КРИ 2004 участниками было представлено около 50 проектов.

#### Награды
Лучшая компания-издатель: 1С
Приз от индустрии: Юрий Мирошников (1С)
Приз от прессы: Юрий Мирошников (1С)
Самый нестандартный проект, Лучшая игра без издателя: Flight of Fancy (Полет фантазии) (Gaijin Entertainment)
Лучшая игра, Лучшая технология, Лучшая графика: S.T.A.L.K.E.R: Shadow of Chernobyl (GSC Game World)
Лучшая компания-разработчик: GSC Game World
Лучшая игра для портативных платформ: Fight Hard Arena (G5 Software)
Лучшее звуковое оформление: Вивисектор: Зверь Внутри (Action Forms LTD)
Лучшая зарубежная игра: Far Cry (CryTek)
Лучшая компания-локализатор: Бука
Лучшая игра для игровых консолей: Axle Rage (Акелла)
Лучший дебют: You Are Empty (Digital Spray Studios)
Лучший игровой дизайн: Периметр (К-Д ЛАБ) а также Лучшая игра для PC (Приз Intel)

### 2005 год
Третья КРИ состоялась с 1 по 3 апреля в московской гостинице «Космос». За три дня конференцию посетили более 2000 представителей из 200 компаний-разработчиков и издателей игрового ПО, производителей программного и аппаратного обеспечения и сервисных провайдеров.
Количество лекций и семинаров, прочитанных ведущими специалистами в области игрового и графического дизайна, организации бизнеса, программирования, управления проектами и других областей, увеличилось в полтора раза, по сравнению с конференцией 2004 г. В рамках КРИ 2005 компания Sony Computer Entertainment впервые в Европе представила свой новейший процессор CELL, который основным компонентом приставок последнего поколения данной компании (PlayStation 3).
В 2005 году впервые проходили тематические форумы. На них участники могли пообщаться с руководителями крупнейших отечественных игровых компаний и обсудить вопросы по управлению, дизайну, программированию и графическому оформлению игр.
В организации мастер-классов участвовали такие представители индустрии, как Джошуа Сойер из компании Midway Entertainment (бывший ведущий дизайнер в Black Isle Studios) и Ричард «Levelord» Грей из Ritual Entertainment.
На выставке достижений разработчиков и издателей компьютерных игр и технологий в 2005 году было представлено около 30, на которых впервые демонстрировались новейшие проекты: «В Тылу Врага 2», «Lada Racing Club», «Ночной Дозор», «Блицкриг 2» и другие. Общее количество представленных проектов — более 50.

#### Награды
Лучшая игра: Герои Меча и Магии 5 (Nival Interactive)
Лучшая компания-разработчик: Nival Interactive
Лучшая компания-издатель: фирма 1C
Лучшая компания-локализатор: Акелла
Лучшая игра для PC (номинация представлена компанией Intel): Parkan II (Nikita, 1С)
Лучший игровой дизайн: В тылу врага 2 (Best Way, 1С)
Лучшая игровая графика, Лучшая технология: Морской Охотник (Акелла, 1С)
Лучшее звуковое оформление: Корсары 3 (Акелла, 1C)
Приз от индустрии: Космические рейнджеры 2 (Elemental Games, 1С)
Приз от прессы: Новый диск
Лучшая игра для игровых консолей: American Chopper (Creat Studio)
Лучшая игра для портативных платформ: Мобильная «Сфера» (Nikita)
Лучшая зарубежная игра: Brothers in Arms: Road to Hill 30 (Gearbox, Бука)
Самый нестандартный проект: Мор. Утопия (Ice-Pick Lodge, Бука)
Лучшая игра без издателя: Храбрые Гномы: Ползучие Тени (GameOver-Games)
Лучший дебют: Сталинград (DTF Games, 1С)

### 2006 год
Четвёртая КРИ проходила в московской гостинице «Космос» с 7 по 9 апреля. Из нововведений этой выставки можно отметить специальную зону Business Lounge и «Открытый Форум — Программирование».
Впервые была открыта специализированная зона Business Lounge, размещавшаяся на территории зала «Вечерний Космос», где представители индустрии могли общаться в рабочей обстановке. В зоне работали типовые стенды для демонстрации продуктов и услуг, переговорные столики и бар. Доступ в Business Lounge осуществлялся только при наличии бейджа КРИ.
«Открытый Форум — Программирование», проходивший 7 апреля — новый формат голосового общения участников конференции: форум с участниками, экспертами и модераторами. На него были приглашены специалисты, которые высказывали своё мнение по острым вопросам, рассказывали о своих вариантах решения проблем, делились секретами разработки компьютерных игр. Участие в «Открытом Форуме — Программирование» могли принять все желающие, обладающие именным пропуском.
Среди иностранных спикеров КРИ 2006 присутствовал американский юрист Фредерик Фирст, специалист по сопровождению сделок в игровой индустрии, который провёл мастер-класс по составлению и заключению контрактов на покупку игровых технологий и «движков», интеллектуальной собственности, заключению договоров между студиями разработчиков и издателями, а также сделок по покупке студий.
КРИ 2006 — первая КРИ, на которой была выделена специальная секция для casual-игр. В рамках конференции прошла серия мини-докладов на темы «Casual Games — это уже рынок или пока хобби?», «Портирование Casual Games на другие платформы», «Разработка Casual Games» и другие. Спикером был, помимо прочих, Александр Лысковский, представитель компании Alawar Entertainment, с лекцией, посвящённой данному сегменту рынка.

#### Награды

##### Лучшая игра
В тылу врага 2 (Best Way, 1C)
Disciples III (.dat, Akella)
Maelstrom (KDV games, Codemasters / 1C)

##### Лучшая компания-разработчик
Creat Studios
Action Forms
Nival Interactive

##### Лучшая компания-издатель
1С
Бука
Новый Диск

##### Лучшая компания-локализатор
Акелла
Бука
Новый Диск

##### Лучший игровой дизайн
xMachina (Targem Studio, Buka Entertainment)
Maelstrom (KDV games, Codemasters / 1C)
В тылу врага 2 (Best Way, 1C)

##### Лучшая игровая графика
Disciples III (.dat, Akella)
Анабиоз: Сон разума (Action Forms Ltd.)
В тылу врага 2 (Best Way, 1C)

##### Лучшая технология
Анабиоз: Сон разума (Action Forms Ltd.)
Dagor Engine (Gaijin Entertainment)
Heavy Duty (Primal Software, Akella)

##### Лучшее звуковое оформление
Heroes of Might and Magic V (Nival Interactive)
Дальнобойщики: Транспортная Компания (Nikita, 1C)
Звездное наследие 1: Черная Кобра (Step Creative Group, 1C)

##### Приз от индустрии
Nikita

##### Приз от прессы
.dat (Disciples III)

##### Лучшая игра для игровых консолей
Мыши байкеры с Марса (Creat Studios)
American Chopper 2 Full Throttle (Create Studios)
Swashbucklers: Blue vs Grey (Akella, tba)

##### Лучшая игра для портативных платформ
Пираты Карибского Моря: Сундук Мертвеца (G5 Mobile, Disney Mobile Studios)
SILENT STORM Mobile (JoyBits Ltd, Nival Interactive)
Корсары Mobile (RootFix, Akella)

##### Лучшая зарубежная игра
Tomb Raider: Legend (Crystal Dynamic, Новый Диск)
Paradise (White Birds Productions, Новый Диск)
Prince of Persia: The Two Thrones (Ubisoft Montreal, Akella)

##### Самый нестандартный проект
Стальные Монстры (Lesta Studio, Buka Entertainment)
Инстинкт выживания (AlterLab Development)
Танита или Морское приключение (Trickster Games, Akella)

##### Лучшая игра без издателя
КОЛЛАПС: Разрушенный мир (CREOTEAM)
Бесконечность (SVA Entertainment)
Исход с Земли (Parallax Arts Studio)

##### Лучший дебют
Магия Крови (Skyfallen Entertainment, 1C)
КОЛЛАПС: Разрушенный мир (CREOTEAM)
Экспедиция трофи. Мурманск-Владивосток (Symphony Games, 1С)

### 2007 год
КРИ 2007 прошла в период с 6 по 8 апреля в гостинице «Космос».
На конференции работали секции: Casual Games и Онлайновая Секция.
Зал «Сатурн» был отведен секции казуальных игр, зал рассчитан на посещение 200 человек. Секция прошла 6 апреля. В программу входили: круглый стол по мировому рынку, представление российских площадок, таких как Mail.ru, Rambler.ru, Mamba.ru, а также доклады нескольких разработчиков «больших» игр, попробовавших себя в casual, и другое.
Онлайновая секция была представлена на КРИ 2007 впервые. Она проходила в том же зале «Сатурн» во второй день работы конференции. В круглом столе по тематике секции участвовали IT Territory, «Акелла», «Бука», «Никита», Nival Online, Vogster Entertainment, Sibilant Interactive, TimeZero, WIW и другие.
В первый день работы конференции состоялся мастер-класс по гейм-дизайну, который проводили сотрудники компании Creat Studios: Алексей Рехлов, Артем Колбасин и Александр Лохов. Были представлены основные рабочие процессы и документы с детальным их описанием и примерами из реальной жизни. Далее в той же аудитории «Юпитер» прошёл круглый стол по вопросам, связанным с дизайном игр и игровых уровней, который провёл Александр Мишулин из Nival Online. Основная тема собрания — гейм-дизайн большого коммерческого проекта и управление дизайнерскими работами.
Зарубежные спикеры КРИ 2007: Рафаэль Чендлер, сценарист и геймдизайнер, работавший над сериями Rainbow Six и Ghost Recon с лекцией «Новое поколение разработки игр» (англ. «Next-Generation Game Development») и Кэрол Дегулет, работавшая в LucasArts, UbiSoft и Buena Vista Games.

#### Награды

##### Лучшая игра
Disciples 3 (.dat/Акелла)
King’s Bounty: Легенда о рыцаре (Katauri Interactive/1C)
Коллапс (CREOTEAM/Бука)

##### Лучшая компания-издатель
1С
Новый Диск
Акелла

##### Лучшая компания-разработчик
GSC GameWorld
Lesta
Nival Interactive

##### Лучшая компания-локализатор
Бука
Akella
Новый Диск

##### Лучший дебют
Смерть шпионам (Haggard Games/1C)
Кодекс войны (Ino-Co/1C)
Jagged Alliance 3 (F3games/Акелла)

##### Лучшая игра без издателя
X-Team: День свободы (N-Game Studios)
Азангара (Axysoft)
Генералы (Fixart)

##### Самый нестандартный проект
Тургор (Ice-Pick Lodge/Новый Диск)
Ямстеры (KranX Production)
Петрович и все, все, все (Trickster Games/Акелла)

##### Лучшая зарубежная игра
The Witcher (CD Projekt/Новый Диск)
Guild Wars (NCsoft/Бука)
Jade Empire (BioWare/Бука)

##### Лучшая игра для портативных платформ
Entis Fantasy (Nival Online)
Pika-Rika (KranX Productions)
Звездные Врата SG-1 (G5 Mobile)

##### Лучшая игра для консолей
Coded Arms Contagion (Creat Studios)
Головорезы: Корсары XIX века (Акелла)
Underwater Wars (Biart)

##### Приз зрительских симпатий
S.T.A.L.K.E.R. Тень Чернобыля (GSC GameWorld/GSC World Publishing)
Головорезы: Корсары XIX века
Jagged Alliance 3 (F3games/Акелла)

##### Приз от прессы
King’s Bounty: Легенда о рыцаре (Katauri Interactive/1C)

##### Приз от индустрии
DTF

##### Лучшее звуковое оформление
Адреналин 2: Час пик (Gaijin Entertainment/1C)
XIII век (Unicorn Games/1C)
Агрессия (Lesta/Бука)

##### Лучшая технология
The Engine (SkyFallen Entertainment)
AtmosFear 2.0 (Action Forms)
CREAT Engine (Creat Studio)

##### Лучшая игровая графика
Анабиоз: Сон Разума (Action Forms)
Коллапс (CREOTEAM/Бука)
King’s Bounty: Легенда о рыцаре (Katauri/1C)

##### Лучший игровой дизайн
Ямстеры (KranX Productions)
King’s Bounty: Легенда о рыцаре (Katauri/1C)
Агрессия (Lesta/Бука)

##### Лучшая экшен-игра
Приключения Капитана Блада (Акелла)
Коллапс (CREOTEAM/Бука)
Анабиоз: Сон Разума (Action Forms/1C)

##### Лучшая стратегическая игра
Кодекс войны (Ino-Co/1C)
Агрессия (Lesta/Бука)
Heroes of Might and Magic V: Повелители Орды (Nival Interactive)

##### Лучшая ролевая игра
Санитары подземелий (1С)
Не время для драконов (Arise/1C)
Трудно Быть Богом (Burut CT/Акелла)

##### Лучшая приключенческая игра
Отель у погибшего альпиниста (Electronic Paradise/Акелла)
Три маленькие белые мышки (Lazy Games/Новый Диск)
Тургор (Ice-Pick Lodge/Новый Диск)

##### Лучшая игра-симулятор
Полный привод УАЗ 4X4: Уральский призыв (Avalon Style Entertainment/1C)
Морской Охотник (Акелла)
Diver: Deep Water Adventures (Biart)

### 2008 год
Шестая КРИ прошла с 18 по 20 апреля в гостинице «Космос».
Компания StarForce провела круглый стол на тему «Проблема пиратства в XXI веке глазами разработчиков». В обсуждении принимали участие Дмитрий Долгов (технический сопродюсер внешних игровых проектов фирмы 1С), Александр Иволгин (ведущий программист студии 1С:Ino-Co), Владимир Ковнер (руководитель проекта «Трудно быть Богом» студии BurutCT), Виталий Беров (технический директор московской студии разработки Nival Online) и Константин Пасечников (руководитель департамента технических проектов StarForce).
Для круглого стола «Открытый Форум — Программирование» основной была выбрана тема «Профилирование, оптимизация и производительность проекта».
В первый день КРИ в Концертном зале гостиницы «Космос» прошла презентация «Решения Autodesk для игровой индустрии». На презентации был дан краткий обзор текущей на тот момент линейки Autodesk — 3DS Max 2009, Maya 2008, Maya Muscle, Motion Builder, Mudbox и Kynogon.
В рамках конференции компания Nival Online провела первый закрытый пресс-показ рабочей версии MMORPG «Аллоды Онлайн».

#### Награды

##### Лучший дебют
Стальная ярость: Харьков 1942
Moscow Racer
Robocalypse

##### Лучшая игра без издателя
Синдикат Онлайн
Три богатыря
Go Toury

##### Самый нестандартный проект
Aqua Teen Hunger Force
Евгений Онегин
Симбионт

##### Лучшая зарубежная игра
Frontlines: Fuel of War
Granado Espada
Sacred 2: Fallen Angel

##### Лучшая игра для портативных платформ
Насекопы
Hot Brain
Robocalypse

##### Лучшая игра для игровых консолей
Приключения капитана Блада
Ил-2 Штурмовик: Birds of Prey
Postal 3

##### Приз от прессы
Дмитрий Гусаров

##### Приз от индустрии
Андрей Кузьмин

##### Приз зрительских симпатий
Легенда: Наследие Драконов
ТехноМагия
King’s Bounty: Легенда о рцыаре

##### Лучшее звуковое оформление
Collapse
Ил-2 Штурмовик: Birds of Prey
Сублюструм

##### Лучшая технология
Криейтовский движок
Dagor Engine 3.0
Сталкер: Чистое небо

##### Лучшая графика
Death Track: Возрождение
King’s Bounty: Легенда о рцыаре
Сталкер: Чистое небо

##### Лучший игровой дизайн
Анабиоз: Сон разума
Collapse
King’s Bounty: Легенда о рцыаре

##### Лучшая экшн-игра
Collapse
Oniblade
Сталкер: Чистое небо

##### Лучшая стретегическая игра
Операция «Багратион»
Robocalypse

##### Лучшая ролевая игра
Аллоды Онлайн
Легенда: Наследие Драконов
King’s Bounty: Легенда о рцыаре

##### Лучшая приключенческая игра
Петька VIII: Покорение Рима
King’s Bounty: Легенда о рцыаре
Сублюструм

##### Лучшая игра-симулятор
Морской охотник
Стальная Ярость: Харьков 1942
Ил-2 Штурмовик: Birds of Prey

##### Лучшая casual-игра
Весёлая ферма
Witch
Поцелуйчики

##### Лучшая онлайн-игра
Аллоды Онлайн
Гладиаторы
ТехноМагия

##### Лучшая компания-локализатор
Акелла
Бука
Новый Диск

##### Лучшая команда-издатель
Акелла
Бука
Новый Диск

##### Лучшая компания-разработчик
Avalon Style Entertainment
Creat Studio
Нивал Онлайн

##### Лучшая игра
Collapse
King’s Bounty: Легенда о рцыаре
Сталкер: Чистое небо

### 2009 год
КРИ 2009 прошла с 15 по 17 мая в гостинице «Космос».
На конференции присутствовала компания StarForce, которая провела круглый стол на тему «Угрозы для MMOG: боты, читы, пиратские сервера и способы противодействия им». Технологический спонсор конференции, корпорация Intel, в этом году участвовала в официальной программе конференции и продемонстрировала новейшие технологии разработки игр, рассказала о современных методах и инструментах Intel для оптимизации игровых приложений. Кроме StarForce и Intel, в конференции приняла участие компания CSD, представившая продукты Autodesk направления Media&Entertainment для анимации и визуализации — Autodesk 3ds Max, Autodesk Maya, Autodesk MotionBuilder, Autodesk Mudbox и Autodesk SoftImage.
Также в выставке участвовала корпорация Microsoft. Ею было представлено пять докладов по разработке игр для XBOX 360 и Web. А в выставочном зале «Мраморный», на стенде корпорации, все желающие могли лично пообщаться с экспертами компании и узнать о специальных предложениях Microsoft для начинающего бизнеса (BizSpark), студентов (DreamSpark), а также проконсультироваться по всему спектру технологий Microsoft.

#### Награды
Лучший дебют: Nova Online
Лучшая игра без издателя, Лучшая технология: Танки Онлайн
Самый нестандартный проект: U-Wars
Лучшая зарубежная игра: Fallout 3
Лучшая стратегия: Majesty 2: The Fantasy Kingdom Sim
Лучшая игра для портативных платформ: Majesty 2: The Kingdom Sim (Nintendo DS)
Лучшая игра для консолей: Il-2 Sturmovik: Birds of Prey
Лучшая компания-разработчик, Приз от прессы: Wargaming.net
Приз от индустрии: Юрий Мирошников
Лучшая игра, Приз зрительских симпатий: Аллоды Онлайн
Лучшая игровая графика: Collapse: На грани
Лучшая экшен-игра: Две Сорванные Башни
Лучшая приключенческая игра: Фобос: 1953
Лучший симулятор: Дальнобойщики 3: Покорение Америки
Лучшая casual-игра: Музаик/Musaic Box
Лучшая онлайн-игра: Зверики
Лучшая компания-локализатор: Бука
Лучшая компания-издатель: 1С

### 2010 год
КРИ 2010 прошла в период с 14 по 16 мая в гостинице «Космос».
В выставке приняли участие такие компании, как 1C-СофтКлаб, Absolutist, Adobe, Alawar Entertainment, AlternativaPlatform, Creat Studios, Gamer.ru, HeroCraft, Intel, KranX Productions, Mail.Ru, Nival Network, Playnatic Entertainment, Realore Studios, StarForce Technologies, Syncopate, Wargaming.net, Акелла, Бука, Новый Диск, Издательский дом «ТехноМир» и другие.
Золотым спонсором КРИ 2010 выступила инвестиционно-издательская интернет-компания Syncopate, работающая в области игровых онлайн-приложений на территориях России, СНГ, стран Европы и Южной Кореи. Компания участвовала во всех мероприятиях конференции.
На КРИ был устроен совместный с социальной сетью GAMER.ru проект для людей, решивших попробовать свои силы в разработке игр, получивший название «Кузница Кадров GAMER.ru». Соискателям было предложено заполнить анкету, к которой надо было приложить примеры своих работ. После этого, жюри отобрало лучшие работы и передало их компаниям-участникам проекта, для возможного набора персонала.
Представители корпорации Intel прочитала лекции на тему «Интегрированная графика Intel HD — повод для оптимизма и оптимизации», «Новые возможности Intel Graphics Performance Analyzers 3.0», «Игра для нетбука? Миссия выполнима!», «Threading Building Blocks: параллельная реальность», «The SIMDsons. Новые подробности и новые сезоны» и продемонстрировали новейшие технологии разработки игр, ведущие инженеры корпорации рассказали о современных методах и инструментах Intel для оптимизации игровых приложений.
Nival Network на КРИ показала первый игровой ролик из многопользовательской стратегии в реальном времени Prime World — собственной разработки компании. Президент Nival Group Сергей Орловский выступил с докладом на тему «Социальность». Игры Nival Network демонстрировались в закрытом режиме и только аккредитованным представителям СМИ.
Компания «Акелла» особое внимание на конференции уделила проектам Метро 2033 и Postal 3. Также в рамках докладов на КРИ прошло выступление продюсера Андрея Белкина на тему «Postal 3: Трудно быть плохим».
Ещё одним нововведением КРИ 2010 является первая в истории конференции официальная вечеринка КРИ Party, организованная совместно с инвестиционной компанией Creara, которая проходила 15 мая, в субботу, в ночном клубе «Солярис» гостиницы «Космос». В рамках вечеринки проводились конкурсы, главным призом которых была игровая консоль Xbox 360, предоставленная специально для участников КРИ Party корпорацией Microsoft.

#### Награды
Лучшая игра, Лучшая технология: Метро 2033 (4A Games, Акелла)
Лучшая компания-разработчик: Wargaming.net
Лучшая клиентская онлайн-игра: World of Tanks (Wargaming.net)
Лучшая компания-издатель: Mail.Ru
Лучшая игра для социальных сетей: Любимая ферма (Mail.Ru)
Лучшая браузерная онлайн-игра: Джаггернаут (Mail.Ru)
Приз зрительских симпатий: Северный клинок (Mail.Ru)
Лучшая компания-локализатор: 1C-СофтКлаб
Лучшая игровая графика: Приключения капитана Блада (1С)
Приз от прессы: Elements of War (Lesta, Playnatic)
Лучшая зарубежная игра: Darksiders (Бука)
Лучшая игра для игровых консолей: Симбионт (Бука)
Лучший игровой дизайн: Collapse: Ярость (Creoteam, Бука)
Лучшая casual-игра: Именем короля (Playrix)
Лучший дебют: Королевство (Skazka)
Лучшая игра без издателя: Monolith (Lesta)
Самый нестандартный проект: Postal 3 (Акелла)

### 2011 год
КРИ 2011 прошла с 13 по 14 мая 2011 года в гостинице «Космос». В рамках конференции было проведено более 70 лекций и круглых столов о тонкостях программирования, игрового и графического дизайна, управления проектами и бизнес-моделей. Особый упор в 2011 году был сделан на играх для социальных сетей в частности и онлайн-играх в целом.
В конференции приняли участие компании 1C-СофтКлаб, 6waves, ABBYY, Absolut Soft, Adobe, Intel, Mail.Ru Group, Mental Games, Nevosoft, Nival Interactive и другие.
После двухлетнего перерыва в рамках КРИ 2011 был вновь организована Business Lounge — отдельная зона для проведения деловых переговоров.

#### Награды
Лучшая игра, Приз зрительских симпатий: World of Tanks (Wargaming.net)
Приз от индустрии: Wargaming.net
Лучшая клиентская онлайн-игра, Лучший игровой дизайн: Prime World (Nival Network)
Самый нестандартный проект: Skydive: Proximity Flight (Gaijin Entertainment)
Лучшая компания-разработчик: Gaijin Entertainment
Лучшая игра без издателя: Contract Wars (AbsolutSoft)
Лучшая игровая графика: Клинки Времени
Лучшая зарубежная игра: Fortune Online (Gazillion Entertainment)
Лучшая технология: Альтернатива 3D (Альтернатива)
Лучший дебют: Пути истории (Glyph worlds)
Лучшая компания-локализатор: 1С-Софтклаб
Лучшая компания-издатель: Mail.Ru Group
Лучшая игра для социальных сетей: King’s Bounty: Legions (Nival Network)
Лучшая браузерная онлайн-игра: Территория 2 (Mail.Ru Group)
Лучшая игра для игровых консолей: Стальные птицы (Gaijin Entertainment)
Лучшая casual-игра: Эвокрафт (NevoSoft)
Лучшая игра для портативных платформ: Braveheart (Gaijin Entertainment)

### 2012 год
КРИ 2012 прошла в период с 18 по 20 мая в гостинице «Космос» (Москва).

#### Награды
Лучшая игра: Warface
Финалисты: World of Tanks и Royal Quest
Лучшая компания-разработчик: Wargaming.net
Финалисты: Allods Team
Лучшая компания-издатель: Alawar Entertainment
Финалисты: Mail.Ru Games и Wargaming.net
Приз зрительских симпатий: Skyforge
Приз от индустрии: Wargaming.net
Лучшая клиентская онлайн-игра: World of Warplanes
Финалисты: Royal Quest и World of Tanks
Лучшая браузерная онлайн-игра: Riot
Финалисты: Casus Belli и Колонизаторы
Лучшая игра для мобильных платформ: Juggernaut: Месть Соверинга
Финалисты: Vector и Мегаполис
Лучшая игра для социальных сетей: Пираты: Сундук Мертвеца
Финалисты: Vector и Безбашенные башни
Лучшая casual-игра: Серия «Сокровища Монтесумы»
Финалисты: Веселая Ферма
Лучший игровой дизайн: Royal Quest
Финалисты: World of Tanks и Warface
Лучшая игровая графика: Warface
Финалисты: World of Tanks и Skyforge
Лучшее звуковое оформление: Аллоды Онлайн
Финалисты: World of Tanks
Лучшая зарубежная игра: Dragon Nest
Финалисты: Легенды Кунг-Фу

### 2013 год
КРИ 2013 прошла в период с 15 по 17 мая в гостинице «Космос» (Москва).

#### Награды
Лучшая игра, Лучшая технология, Лучшее звуковое оформление: War Thunder
Лучшая компания-разработчик: Gaijin Entertainment
Лучшая компания-издатель: Mail.Ru Games
Приз зрительских симпатий, Лучший дебют: Survarium
Приз от индустрии: Александр Лысковский
Лучшая клиентская онлайн-игра: Warface
Лучшая браузерная онлайн-игра: Music Wars и Пароград
Лучшая игра для мобильных платформ: Загадочный Дом
Лучшая игра для социальных сетей: Клондайк: пропавшая экспедиция
Лучшая casual-игра: Туземцы
Лучший игровой дизайн, Лучшая игровая графика: Metro: Last Light
Лучшая зарубежная игра: ArcheAge

### 2014 год
В 2014 году было принято решение объединить КРИ с российской выставкой — «Игромир».